# Eurycea pterophila
Eurycea pterophila (tên tiếng Anh: Blanco River Springs Salamander) là một loài kỳ giông trong họ Plethodontidae.
Nó là loài đặc hữu của springs in the Blanco River watershed in central Texas, Hoa Kỳ.
Môi trường sống tự nhiên của chúng là suối nước ngọt.